# Unified Extensible Firmware Interface
Treść tego artykułu może nie być zgodna z zasadami neutralnego punktu widzenia.
Dokładniejsze informacje o tym, co należy poprawić, być może znajdują się w dyskusji tego artykułu.
 Po wyeliminowaniu niedoskonałości należy usunąć szablon {{Dopracować}} z tego artykułu.
Unified Extensible Firmware Interface (UEFI) – interfejs pomiędzy systemem operacyjnym a firmware, opracowywany jako następca BIOS-u w komputerach osobistych.

Logo UEFI

Anglojęzyczny schemat EFI

Schemat obrazujący interakcje między bootmanagerem EFI a sterownikami EFI

Pomysł UEFI został opracowany w firmie Intel na potrzeby procesora serwerowego Itanium. Obecnie prace nad systemem koordynowane są przez organizację Unified EFI Forum.

## Cechy
Jedną z cech UEFI jest możliwość pisania dla niego sterowników. W takim wypadku sterownik jest niezależny od systemu operacyjnego. Ponadto UEFI pozwala na obsługę dysków twardych większych od 2 TB, maksymalnie 8192 EB dzięki nowej procedurze do zarządzania dyskami o nazwie GPT. UEFI ma własną powłokę systemową (UEFI Shell). Ta funkcja przeznaczona jest dla serwisantów komputerowych. Niektórzy producenci oferują własne minisystemy dla UEFI, które uruchamiane są z płyty CD/DVD.
Firma Apple od roku 2006 stosuje UEFI w swoich komputerach, nie daje natomiast możliwości wejścia w jego opcje.

## Wersje specyfikacji
Najnowsze wersje specyfikacji zatwierdzone przez Unified Extensible Firmware Interface Forum.
- UEFI: 2.7A – wrzesień 2017
- UEFI Shell: 2.2 – styczeń 2016
- UEFI PI (Platform Initialization): 1.6 – maj 2017
- PI Distribution Packaging: 1.1 – styczeń 2016
- ACPI (Advanced Configuration and Power Interface): 6.2A – wrzesień 2017

## Zagrożenia związane z UEFI
W odniesieniu do wypowiedzi Ronalda Minnicha można stwierdzić, że jednym z jawnie nakreślonych celów stworzenia UEFI jest „ochrona tzw. własności intelektualnej twórców sprzętu komputerowego”. Zdaniem przeciwników technologii DRM, powoduje to zagrożenie związane z bezpieczeństwem (brak realnej kontroli nad komputerem) oraz otwiera furtkę do całkowitego zablokowania wykorzystywania wolnego oprogramowania na platformach zawierających UEFI. Według przeciwników, UEFI może zostać wykorzystany do stworzenia swoistych DRM firmware poprzez umożliwienie twórcom sprzętu programowego ograniczania sposobu w jaki tenże sprzęt może być wykorzystywany.
W 2012 roku włoscy specjaliści ds. bezpieczeństwa pracujący dla ITSEC twierdzili, że dzięki nowemu oprogramowaniu układowemu, tworzenie bootkitów jest znacznie łatwiejsze niż tworzenie takiego oprogramowania dla komputerów z BIOS-em. 27.09.2018 badacze z firmy ESET poinformowali o wykryciu licznych infekcji pierwszym w pełni funkcjonalnym, zaawansowanym bootkitem/trojanem na UEFI – głównie w Europie środkowej i wschodniej, w tym w Polsce.
Próba uruchomienia Linuksa Ubuntu Live CD na niektórych, korzystających z UEFI, ultrabookach firmy Samsung może doprowadzić do zablokowania ich płyty głównej albo do zablokowania ich dysków twardych, przez co stają się one niewidoczne dla UEFI.

## Tryby pracy
Po uruchomieniu ustawień UEFI dostępne są różne tryby pracy – zależnie od producenta i modelu płyty głównej:
- UEFI
- NON-UEFI (zgodny z BIOS)
  - Legacy BIOS
  - Compatibility Support Module (CSM)

W nowszych modelach płyt mamy zazwyczaj do wyboru już tylko UEFI i CSM. Intel zakończył wsparcie BIOSu (trybu CSM) w swoich chipsetach od 2020 roku.